# پلنت فیتنس
پلنت فیتنس (انگلیسی: Planet Fitness) شرکت آمادگی جسمانی آمریکایی است، که در سال ۱۹۹۲ تأسیس شد.